# Авадхи

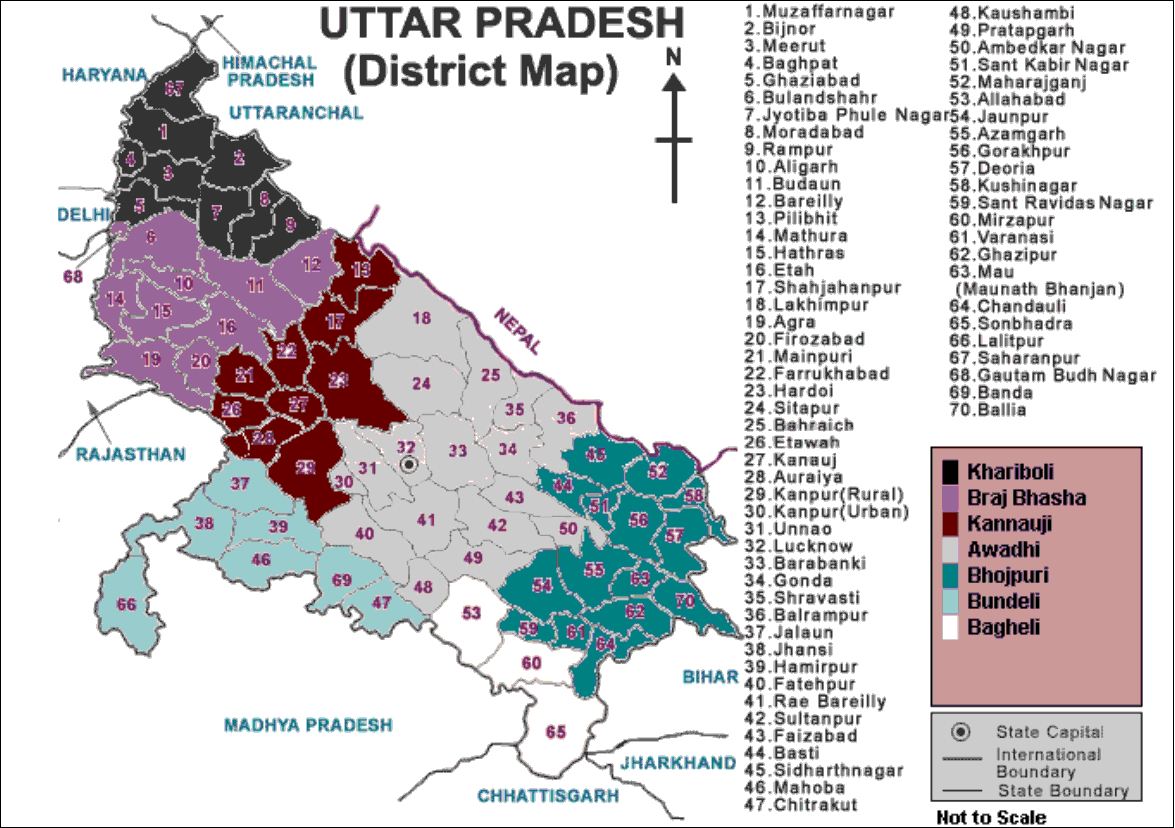
Языки Уттар-Прадеша, авадхи — серый ареал в центре.

Авадхи (дев. अवधी, другие названия: косали, байсвари, пурби) — индоарийский язык, считающийся после стандартизации хинди диалектом последнего. Носители языка проживают в основном области Авадх штата Уттар-Прадеш, а также в штатах Бихар, Мадхья-Прадеш, в Дели и некоторых районах Непала. На авадхи говорят около 2/3 носителей восточного хинди. Авадхи сильно повлиял на формирование фиджийского хинди. Для записи используется деванагари и скоропись кайтхи.
В XVI—XVII веках на литературном авадхи (бывшим вторым по значимости литературным языком после брадж) была создана богатая поэзия; авадхи также стал излюбленным литературным языком восточных суфиев. Он стал языком премахьянов, романтических сказок, построенных по образцу персидских маснави, пропитанных суфийским мистицизмом, но происходящих на чисто индийском фоне, с большим количеством мотивов, непосредственно заимствованных из индийских преданий. Первым из таких премахьян на языке авадхи был «Чандаян» Мауланы Дауда (1379). Традиция была продолжена  Маликом Мухаммадом Джаяси, чья поэма «Падмават» (1540) путешествовала повсюду, от Аракана до Декана, и её пересказывали на персидском и других языках.

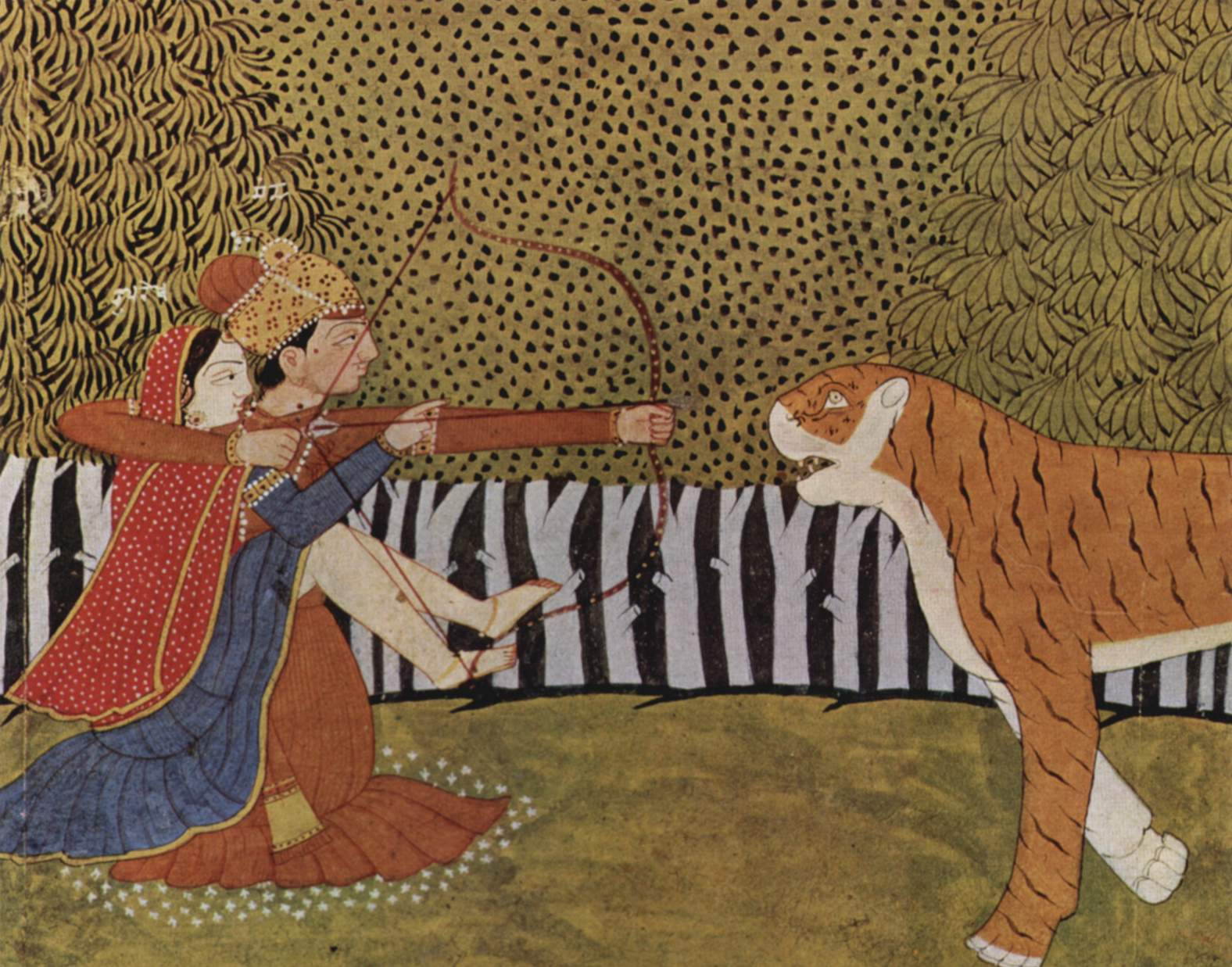
Возлюбленные стреляют в тигра в джунглях. Иллюстрация к суфийской поэме «Мадхумалати»

В 1574 году создана эпическая поэма «Рамачаритаманаса» Тулсидаса.